# Tschaldybar (Tschüi)
Tschaldybar (kirgisisch Чалдыбар, auch Tschaldowar Чалдовар) ist ein Dorf im Oblus Tschüi (Kirgisistan) mit 9160 Einwohnern (Stand 2022).

## Geographie
Das Dorf liegt im Rajon Panfilow im Westen des nordkirgisischen Oblus Tschüi an der Grenze zwischen Kirgisistan und Kasachstan. Auf der anderen Seite der Grenze befindet sich das Dorf Andas batyr (Audan Merki). Der Ort wird von der Aschmara (kasachisch Aspara) durchflossen. Das Dorf liegt auf 730 m.

## Bevölkerung
| Jahr | Einwohner |
| ---- | --------- |
| 1999 | 7907      |
| 2009 | 7426      |
| 2022 | 9160      |

## Verkehr
Durch Tschaldybar verläuft die M39, die im Westen nach Kasachstan und im Osten nach Bischkek führt. Die Bahnstrecke Lugowoi–Bischkek passiert den Ort im Norden, hält aber nicht. Der nächste Bahnhof liegt in Kajyngdy.